# Гудивок Петро Михайлович
=
Петро́ Миха́йлович Гудиво́к (нар. 12 квітня 1936, Лавки — †11 червня 2012, Ужгород) — український математик, доктор фізико-математичних наук, професор алгебри, один з ініціаторів створення АН ВШ України.

## Біографія
Петро Михайлович Гудивок народився 12 квітня 1936 року в селі Лавки Мукачівського району Закарпатської області.
Навчався в Мукачівській середній школі № 2, яку закінчив в 1953 році з золотою медаллю. В цьому ж році поступив на математичне відділення фізико-математичного факультету Ужгородського держуніверситету. Після закінчення в 1958 році УжДУ з відзнакою рік працював асистентом кафедри загальної математики УжДУ. З 1959 до 1962 року навчався в аспірантурі на кафедрі загальної математики УжДУ (науковий керівник доц. С. Д. Берман). З вересня 1962 року працює на різних викладацьких посадах математичного факультету УжДУ. В жовтні 1963 року в Ленінградському державному педінституті захистив дисертацію «Представления конечных групп над некоторыми локальными кольцами» на здобуття наукового ступеня кандидата фізико-математичних наук. Вчене звання доцента Гудивку було присвоєно в липні 1965 року. З вересня 1972 року до липня 1974 року знаходився в докторантурі на кафедрі алгебри УжДУ. В червні 1975 року в Ленінградському держуніверситеті захистив дисертацію «Представления конечных групп над локальными кольцами» на здобуття наукового ступеня доктора фізико-математичних наук. Вчене звання професора по кафедрі алгебри йому присвоєно в червні 1978 року. З 1980 року завідує кафедрою алгебри. З жовтня 1986 року до березня 1992 року був деканом математичного факультету УжНУ.
Помер 11 червня 2012 року після затяжної хвороби, з якою боровся протягом 10 місяців.

## Науковий доробок
П. М. Гудивком розвинута теорія зображень скінченних груп над комутативними локальними кільцями, розроблені ефективні методи для вивчення зображень скінченних груп над дискретно нормованими кільцями, розв'язано низку відомих проблем про число і степені нееквівалентних незвідних та нерозкладних матричних зображень скінченних груп над комутативними локальними кільцями, про дикість задачі описання нееквівалентних матричних зображень скінченних груп над повними дискретно нормованими кільцями, про справедливість теореми Крулля—Шмідта для зображень скінченних груп над дискретно нормованими кільцями.
П. М. Гудивок разом з В. П. Рудьком одержали результати про тензорні добутки зображень скінченних груп над комутативними кільцями, вони розв'язали задачу про напівпросту алгебру цілочислових P-адичних зображень скінченої групи над довільним полем.
П. М. Гудивок застосував розроблені ним методи в теорії зображень скінченних груп над комутативними кільцями для вивчення лінійних груп над областями головних ідеалів, багатовимірних кристалографічних груп і груп Чернікова. Він розв'язав задачу про спряженість силовських p-підгруп повної лінійної групи над кільцем цілих чисел, дав класифікацію з точністю до спряженості ряду важливих класів незвідних скінченних підгруп повної лінійної групи над кільцем цілих чисел, показав, що задача описання з точністю до ізоморфізму n-вимірних кристалографічних груп при довільному n є дикою.

## Праці
П. М. Гудивок опублікував понад 170 наукових праць і три монографії з теорії зображень скінченних груп над комутативними кільцями.

## Учні
П. М. Гудивок підготував 12 кандидатів фізико-математичних наук. Три його учні стали докторами наук.

## Відзнаки і нагороди
П. М. Гудивок — заслужений працівник народної освіти УРСР (1991), академік академії наук вищої школи України (1992), Соросівський професор (1997), член Американського математичного товариства (1998), член Наукового товариства ім. Т. Г. Шевченка (2004), заслужений професор УжНУ (2005). У 2006 році його біографію внесено в Міжнародний біографічний довідник «Who's Who in Science and Engineering».
З 1994 року Гудивок — головний редактор журналу «Науковий вісник Ужгородського університету (серія математика і інформатика)».
Академік АН ВШ України (з 1992, Відділення математики).
1. ↑  Математичний генеалогічний проєкт — 1997.